# Johan Andreas Cramer
Johan Andreas Cramer (født 27. januar 1723, død 12. juni 1788) var en tysk teolog og prorektor for Kiels universitet, Christian-Albrechts-Universität.

## Ungdom og studietid
Johan Andreas Cramer var søn af en fattig landsbypræst i Jöhstädt (St. Georgenstadt) i sachsiske Erzgebirge og blev født 27. januar 1723. Efter at have gennemgået den berømte sachsiske fyrsteskole i Grimma drog han 19 år gammel til Universitetet i Leipzig, hvis største teologiske lys den gang var Johann August Ernesti, der også øvede en stærk indflydelse på Cramer. 1745 tog han magistergraden og begyndte at holde forelæsninger. Men ved siden af teologien dyrkede han tillige fra sine første studenterdage flittig de skønne videnskaber. Han blev medarbejder af det den gang i vide kredse udbredte månedsskrift Belustigungen des Verstandes und Witzes og kom i nær Omgang med Christian Fürchtegott Gellert, Gottlieb Wilhelm Rabener og flere. Men misfornøjelse med dette tidsskrifts ledelse fremkaldte et nyt, det såkaldte Bremer
Beiträge, og blandt stifterne deraf indtog Cramer en fremragende plads.

## Skriftlig virksomhed
Denne virksomhed ledede til et nøje bekendtskab med digteren Friedrich Gottlieb Klopstock, med hvem Cramer en tid boede dør om dør. Imidlertid blev Cramer 1748 præst i
Crellwitz, en landsby mellem Magdeburg og Halle. Han ægtede Johanne Charlotte Radicke (død 1777), en datter af skrædder Radicke, hans husvært i Leipzig, og benyttede
den landlige ro til flittig videnskabelig syssel. Her fortsatte han et i Leipzig påbegyndt moraliserende ugeblad, Der Schutzgeist, udgav en oversættelse af Johannes Chrysostomos’ prædikener og småskrifter med oplysende anmærkninger (10 Bind, 1748-1751) og arbejdede videre på sit ligeledes i Leipzig begyndte hovedværk, en bearbejdelse af Jacques-Bénigne Bossuets Discours sur l’histoire universelle med fortsættelse deraf -- men "Fortsættelsen" er mange gange større og betydeligere end, hvad der angives som værkets stamme.

## Klopstock og Danmark
Som digter -- mest af religiøs poesi -- og prædikant gik hans ry vidt omkring og bevirkede, at han 1750 blev kaldet til Quedlinburg, Klopstocks fødeby, som overhofprædikant
og konsistorialråd. Vennen Klopstock blev imidlertid indkaldt til Danmark ved J.H.E. Bernstorffs og Adam Gottlob Moltkes indflydelse og kom til København ved påsketid 1751. En tysk, litterær koloni begyndte at strømme ind i landet, og på Klopstocks anbefaling blev også Cramer kaldet her til som hofpræst i marts 1754, altså i en alder af 31 år.
Sin anseelse som prædikant og religiøs digter vidste han fremdeles at hævde og blev i høj grad yndet af hoffet. Snart blev hans samt præsten Balthasar Münters huse samlingssteder for en betydelig kreds af højere embedsmænd og af videnskabens og kunstens dyrkere. Disse to familier boede lige over for hinanden i Sankt Peders Stræde i København. Om sommeren levede Cramer i de første år i Kongens Lyngby; senere (1761) købte han for en ringe årlig afgift gården Sandholm i Blovstrød Sogn, en mils vej fra Hørsholm, hvor enkedronningen Sophie Magdalene boede. Cramer prædikede da på Hørsholm Slot i dronningens kabinet, og en af Cramers sønner fortæller, hvorledes enkedronningen undertiden besøgte hans fader på Sandholm, og drengen havde mere end én gang siddet på hendes skød.
Ved Sophie Magdalenes yndest opnåede Cramer da også den ene begunstigelse efter den anden for sin lille landejendom. Han var en ivrig jordbruger og den første, der indførte kartoffeldyrkning der i egnen. Landlivet om sommeren styrkede hans arbejdskraft; og den litterære virksomhed, han udfoldede ved siden af sin præstegerning, var meget betydelig.

## Skriftlig virksomhed i Danmark
I København fuldendte han en poetisk oversættelse af Davids salmer (4 bind, 1755 – 1764), skrev en omfangsrig Kommentar til Hebræerbrevet (2 bind, 1757), 5 bind Passionsprædikener (1759 – 1765), mere end 20 bind andre prædikener og samlede en del af sine ældre arbejder i Bremer Beiträge tillige med flere afhandlinger under titelen Vermischte Schriften (1757). 1765 udnævntes han til tillige at være professor i teologi. Han holdt forelæsninger (på tysk og latin) over dogmatik og moral, men stadig kun for meget få tilhørere; en og anden gang foredrog han også kirkehistorien -- noget usædvanligt i de tider --, særlig kætterhistorien, men til sidst var der kun to, der besøgte forelæsningen, og af dem var hans ældste søn den ene.
Kirkehistorien var i øvrigt Cramers hovedstudium, og den tidligere nævnte fortsættelse af Bossuet forøgedes i København med et 4. og 5. bind. Han måtte indhente speciel kongelig tilladelse for at kunne bruge det store Kongelige Biblioteks ellers utilgængelige skatte under sine studier. Afhandlingerne om skolastikken i dette hans store historiske værk have endnu betydeligt værd og vidne om Cramers dybe og alvorlige indtrængen i emnet.
Ved Christian 7.’s salving 1767 fik han den teologiske doktorgrad. Men Cramers betydning for Danmark ligger dog ikke væsentlig i hans virksomhed som lærd teolog eller som prædikant, men derimod i hele hans fremmende indvirkning på åndslivet overhovedet og på smagsretningen. Hvad der end fra et ensidig nationalt standpunkt kan udsættes på den tyske indvandrede koloni, hvortil han hørte, nægtes kan det umulig, at den har bragt en stærk og en frugtbar kulturstrømning med sig for Danmark.

## Ugeskrift og smagsdommer
Med 1758 begyndte Cramer udgivelsen af et ugeblad af blandet indhold, Der nordische Aufseher, og det holdt sig gennem 3 årgange. Dets nærmeste forbillede kan søges i de moraliserende engelske ugeskrifter, såsom The Spectator. Cramer skrev selv de fleste stykker; Klopstock var flittig medarbejder. Populær-filosofiske og teologiske betragtninger afveksler med religiøse digte og kritisk-æstetiske afhandlinger. Cramers rosende anmeldelse og kritik i ugebladet (november 1758) af Christian Braunmann Tullins Majdagen henledede først det store publikums opmærksomhed på dette lejlighedsdigt, og Tullins ry som digter var grundfæstet fra nu af. Et år efter bringer bladet meddelelse om "Selskabet til de skjønne og nyttige Videnskabers Forfremmelse", hvis egentlige stifter vel ikke kendes, men i hvis grundlæggelse Cramer uden tvivl har haft den væsentligste andel, og i hvis virksomhed med prisopgaver og bedømmelsen af disses Besvarelser han under sit ophold i København tog levende del.
Hans teologiske anskuelse lærer man også fyldig at kende gennem hans ugeblad: Bibelen er en moralsk bog, hvis formål er at danne retskafne, dydige mennesker. Fritænkerne kunne også godt have glæde af at studere bibelen som smagsværk; den kunne da skaffe dem rig æstetisk nydelse; thi hvilke Skønheder indeholder den ikke! Cramer står her som repræsentant for den sentimental-æstetiske kristendom, der bliver overgangstrinnet til den udprægede rationalisme.

## Prædikant
I sine prædikener førte Cramer et djærvt sprog mod de herskende løse sæder i hofkredsen. Han bevarede sin anseelse også de første år efter hans tronbestigelse. Men da tøjlesløsheden ved hoffet bredte sig, steg ogsaa hans indtrængende og alvorlige påmindelser. "Hans Venner skjælvede, han ikke." Da Johann Friedrich Struensee kom til styret, måtte Cramer imidlertid dele skæbne med så mange andre embedsmænd. Han fik 1771 sin Afsked med 800 rigsdaler i pension. Men næppe rygtedes hans afskedigelse, før der sendtes ham 2 forskellige indbydelser fra Tyskland. Han modtog kaldelsen som superintendent i Lübeck og tiltrådte denne stilling i september samme år. Den vigtigste sag, han fik fremmet under sit ophold i Lübeck, var udgivelsen af en ny katekismus, hvis ukirkelige, eudæmonistiske prægn straks falder i øjnene ved dens første spørgsmål: "Ønske vi Mennesker ikke altid at være fornøjede og glade?"

## Eksil og tilbagekaldelse
Længe blev han dog ikke her. Efter Struensees fald lod den nye regering sig det være magtpåliggende at vinde Cramer tilbage inden for den danske stats område, og 1774 udnævntes han til første teologiske professor i Kiel og prokansler ved universitetet der. I denne fremragende embedsstilling udrettede han meget. Mange reformer både i højskolens administration og ved dens Eksaminer og øvelser gennemførtes af ham; han fik oprettet et pastoralseminarium, sørgede for sin nye katekismes indførelse i Hertugdømmerne og udarbejdede også den Salmebog (1. udgave, Altona 1780), som har været almindelig benyttet langt hen i det 19. århundrede. Af dens 914 salmer er 244 af Cramer selv og 31 omarbejdede af ham; men nu til dags får dette arbejde en streng medfart af hymnologerne. I øvrigt havde Cramer i Kiel mange møjsommelige bryderier med universitetslærerne, klager i sine breve til vennerne i København dybt derover og udtaler sin inderlige Længsel efter Danmarks hovedstad, som han
under sin embedstid i Kiel kun besøgte flere gange.

## Kupplanlægger
Men i årene umiddelbart før regeringsforandringen 14. april 1784 havde Cramer været medvider i kronprinsens plan; gennem først den tidligere elev og nære ven Niels Ditlev Riegels og siden dr. Münter i København modtog han kronprinsens breve til videre besørgelse til grev Andreas Peter Bernstorff, med hvem Cramer stod i inderlig venskabsforbindelser og som den gang opholdt sig på sine godser Borstel og Dreilützau i Holsten og Mecklenborg. Cramer blev før selve regeringsskiftet forfremmet fra prokansler til kansler. 
Hans første hustru døde 1777, og samme år mistede han 2 voksne døtre. 1781 indgik han andet ægteskab med konferensråd C.L. Scherewiens enke, Margrethe Maria f. de Falsen (død 1795), hvorved han blev ejer af gården Søbo ved Fåborg. Her opholdt han sig efter den tid regelmæssig hver sommerferie og udhvilede efter bryderierne i Kiel. Det var en stor glæde for ham i sommeren 1782 her at modtage en uges besøg af gehejmeråd A.G. Carstens og dennes broder. Med Carstens stod han til sin død i den fortroligste brevveksling, og disse hans breve er endnu for en stor del bevarede.  Efter et langt og smertefuldt sygeleje døde Cramer i Kiel matten mellem 11. og 12. juni 1788. Blandt hans sønner vare den bekendte kielske professor Carl Frederik Cramer, der blev afsat 1794 og døde som boghandler i Paris 1807, og bibliotekar A. W. Cramer.

## Ekstern henvisning
- Dansk Biografisk Lexikon, bind IV